# Pak 50/57
Die 9 cm Panzerabwehrkanone 50/57 war eine Panzerabwehrkanone (Pak) der Schweizer Armee. Sie ist eine Lizenzproduktion der 90mm Field Mount der belgischen Firma Mecar SA. 
Die Waffe war als gezogenes Geschütz der Infanterie und den MLT sowie als verbunkertes Geschütz den Festungstruppen zugeteilt. Die 9 cm Panzerabwehrkanone 1950 löste die 4,7-cm- Infanteriekanone ab. 
Die 1957 beschafften 250 Geschütze Pak 57 hatten im Gegensatz zur 1950 beschafften Pak 50 ein Einschießgewehr im Kaliber 12,7 mm und eine Mündungsbremse. Wenn man die Mündungsbremse abmontierte, konnte auch Munition der Pak 50 verschossen werden.

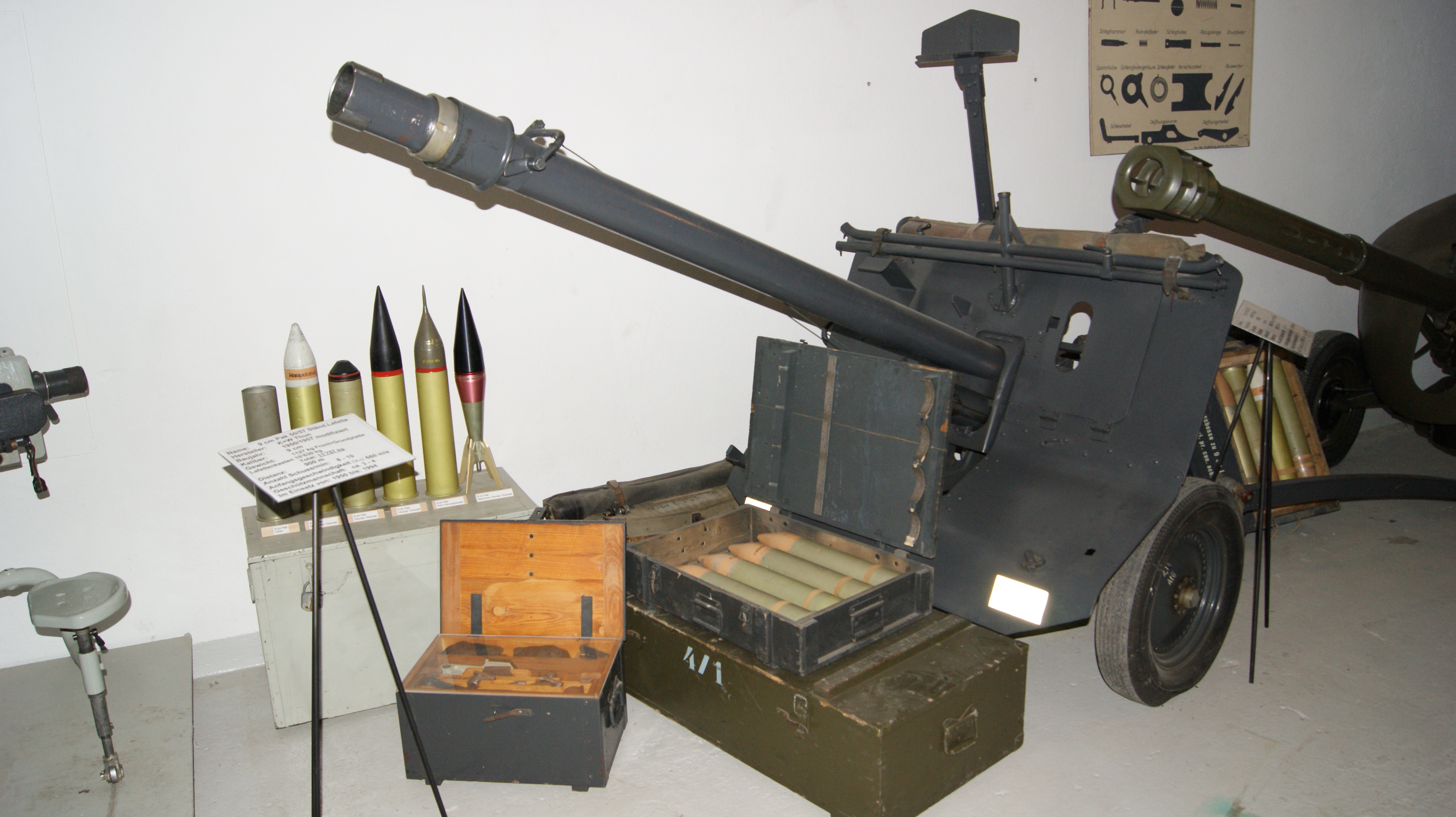
Pak 50
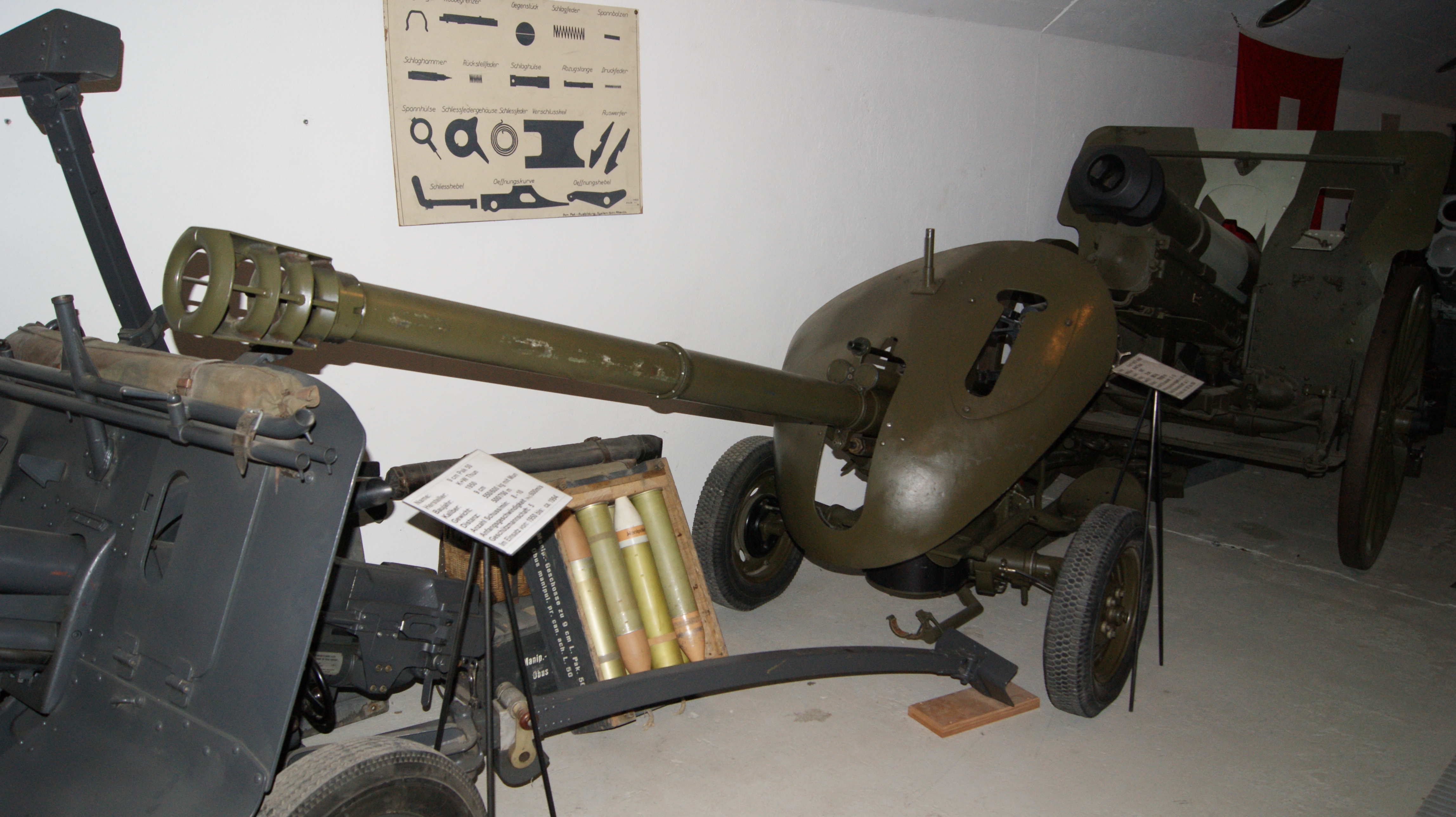
Pak 57
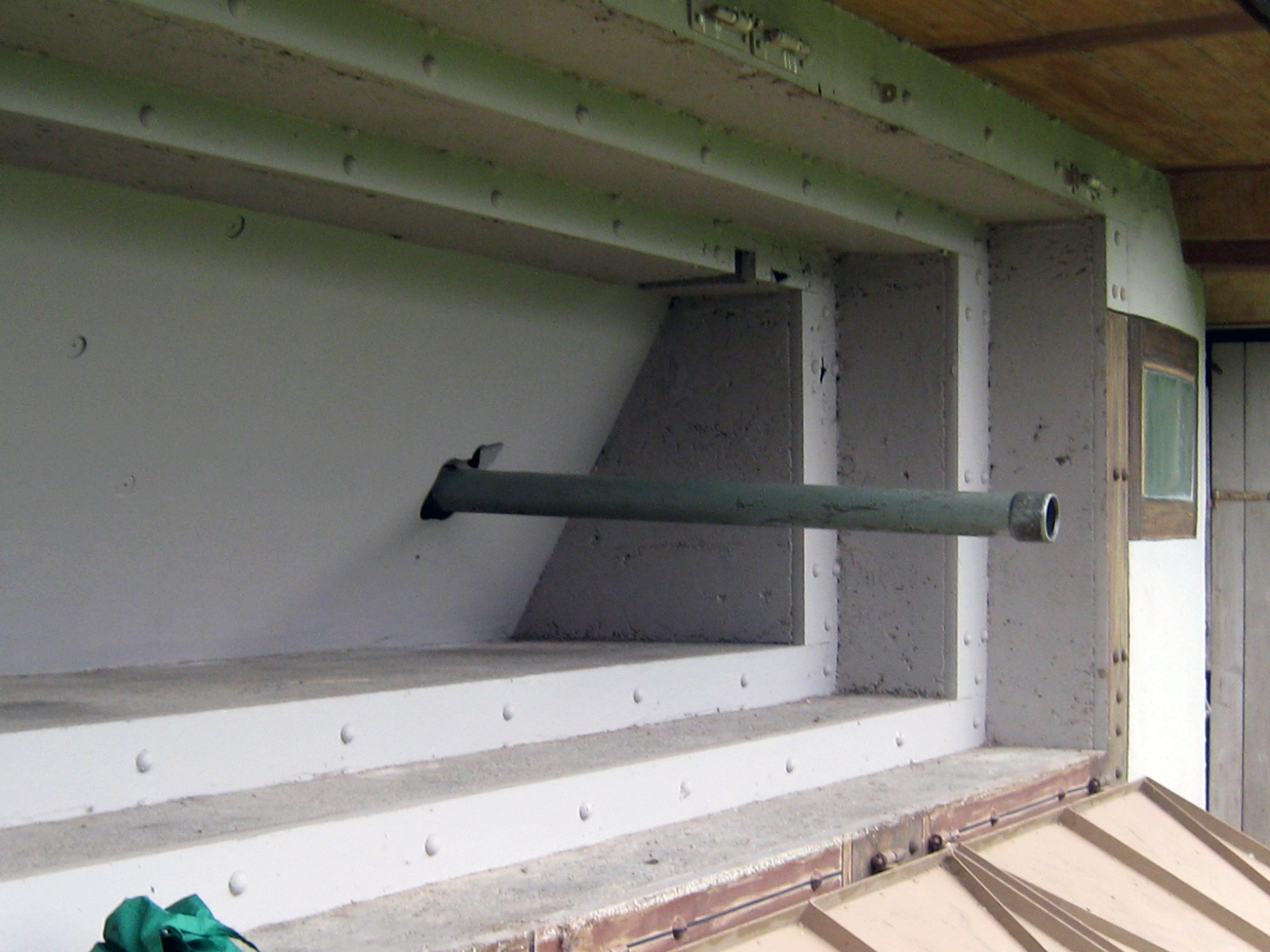
Festungs-Pak 50/57
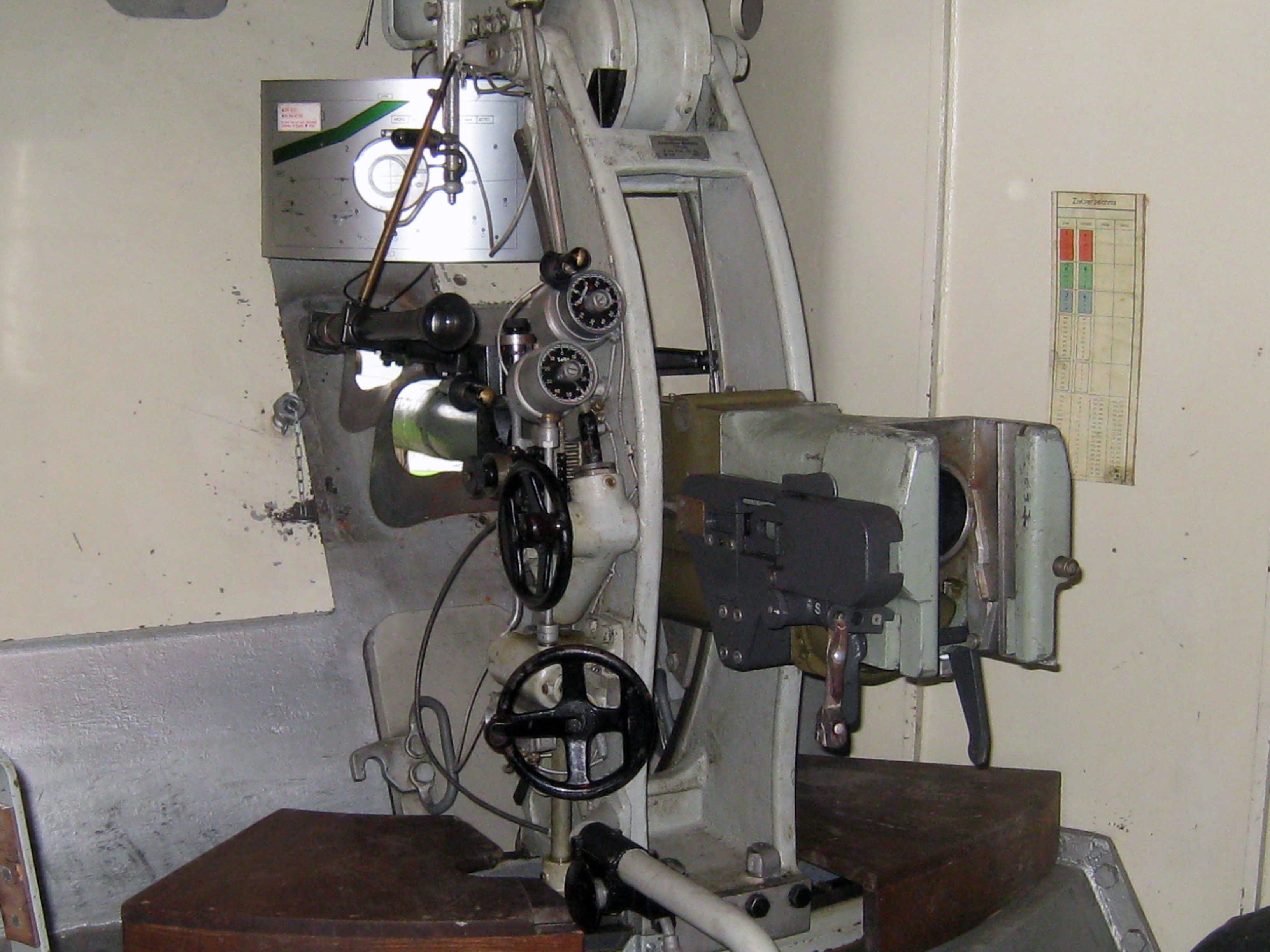
Festungslafette

Die Mündungsgeschwindigkeit beträgt 600 m/s. 1965 erfolgte die Nachrüstung der beiden Geschütze mit einem Infrarot-Nachtzielgerät.